# François Goerens
François Goerens, né le 2 août 1915 à Luxembourg et mort le 7 août 1992, est un avocat et homme politique luxembourgeois, président du Conseil d'État du 20 juin 1980 au 2 août 1987.